# 이문희 (성우)
이문희(1984년 7월 8일 ~)는 대한민국의 성우이다. 2008년 KBS 33기로 입사했으며 한국방송 성우극회 소속. 동아방송예술대학교 연극영화과 졸업

## 출연작품

### 외화

#### 드라마
- 닥터 후 (KBS) - 소쿤즈
- 셜록 (KBS) - 톰(에드 버치)
- 삼국지 (KBS) - 하후돈
- 빅토리어스 (니켈로디언) - 로비&렉스
- 아이칼리 (니켈로디언)

#### 영화
- 열혈남아 (KBS) - 와세(황민)
- 업 클로즈 앤 퍼스널 (KBS) - 네드(글렌 플러머)
- 첫 키스만 50번째 (KBS) - 톰(엘런 코버트)
- 우리도 사랑일까 (KBS) - 경찰(장 미셸 르 갈) / 병사(글렌 데이글) / 수영 강사
- 천일의 스캔들 (KBS) - 윌리엄 스타포드 (에디 레드메인)
- 일대종사 (KBS) - 무술인(나망)
- 닥터 스트레인지 - 스트레인지의 친구(기욤 포르)

### 게임
- 던전앤파이터 - 시란

### 내레이션
- 동물의 세계 (KBS) - 프란체스코 로베로 / 팀 데번보트
- 그 여자 작사 그 남자 작곡 (MBC)
- 찾아라! 맛있는 TV (MBC)
- 솔드아웃 [OnStlye]
- 대한민국 힐링 프로젝트 화풀이 (EBS)
- 하나뿐인 지구 - 반려견편 (EBS)
- 일요특선 다큐멘터리 (SBS)
- 다큐영화 길위의 인생 - 인생을 짊어지고 (EBS)
- MBC 다큐프라임 322회 : 다윈, 칸트를 만나다 (MBC)
- 오늘내일 (tvn)
- tvn shift Z적생명체편  (tvn)
- 다큐공감 298회 : 부처님오신날 기획 선묵혜자스님의 기도 (KBS1)

### 광고
- 롯데카드 VEEX
- 현대카드 다이렉트
- 기아자동차
- 현대캐피탈
- 베가 LTE
- 강동대학교
- 골프존
- T map
- 비타500
- 토니모리
- 이니스프리
- 알바천국
- 포드
- 파스퇴르
- 칸타타 스틱커피
- 현대카드 리몬스터
- 시몬스침대
- 일렉트로니카 카니발
- KB국민카드
- 삼성생명
- 동인비진
- 큐원 비디랩
- 2014 쉐보레 (크루즈. 스파크. 말리부)
- 리스테린
- 교보악사 다이렉트
- 옵티머스뷰2
- 포드 2013 그랜져
- 신한은행
- 이니스프리 자연발효 에너지에센스
- 대한항공
- AXA손해보험 AXA다이렉트
- 아모레퍼시픽 이니스프리 포레스트포맨 퍼펙트 올인원 에센스(이민호)편
- 한국GM 쉐보레 말리부 말리부의 철학편
- 한국GM 쉐보레 스파크S
- 한국GM 쉐보레 2014년형 퍼펙트 G2크루즈

### 라디오 드라마
소설극장 (KBS 3라디오)
- 2008.01.15 ~ 2008.04.20 최인호 <겨울 나그네> (운전사 / 간수 / 수위 / 의사 / 현태 부하 직원)
- 2008.04.21 ~ 2008.07.28 이경자 <혼자 눈 뜨는 아침> (택시 기사 / 남자)
- 2008.07.29 ~ 2008.09.22 김탁환 <열하광인> (백동수 / 정만길)
- 2008.09.23 ~ 2008.11.14 이선미 <내사랑 원더우먼> (장사장 / 신활 형 / 아버지 / 남자)
- 2008.11.15 ~ 2009.01.22 김하인 <아침인사> (남자 / 의사 / 경찰)
- 2009.01.23 ~ 2009.10.01 이병주 <지리산> (박태영)
- 2009.10.02 ~ 2009.11.29 신경숙 <리진> (블랑 주교)
- 2009.11.30 ~ 2010.01.05 김  훈 <남한산성> (칸 / 토병 / 신료 / 내관 / 초간 / 수문장)

라디오 극장 (KBS 한민족 방송)
- 2008.07.01 ~ 2008.07.31 김려령 <완득이> (남자 / 준호 / 대학생 / 수종 / 매니저)
- 2009.01.01 ~ 2009.01.31 리지명 <삶은 어디에> (남2 / 남3 / 남5 / 길재 / 남1 / 배창호)
- 2009.02.01 ~ 2009.02.28 김주영 <아라리 난장> (남자 / 장꾼1 / 중개인 / 사내 / 조선족 청년)
- 2009.06.01 ~ 2009.06.30 송은일 <사랑을 묻다> (남면)
- 2009.07.01 ~ 2009.07.31 심   훈 <상록수> (동화)
- 2009.08.01 ~ 2009.08.31 이상민 <빨간 자전거> (고학찬)
- 2009.09.01 ~ 2009.09.30 강인수 <어부의 노래> (원식)
- 2009.10.01 ~ 2009.10.31 현진건 <무영탑> (스님2 / 고두쇠 / 스님7)
- 2009.11.01 ~ 2009.11.30 윤지강 <난설헌, 나는 시인이다> (허균)
- 2009.12.01 ~ 2009.12.31 김정현 <고향 사진관> (성준)
- 2010.02.01 ~ 2010.02.28 박범신 <풀입에서 눕다> (동오)
- 2010.04.01 ~ 2010.04.30 김영하 <검은 꽃> (박광수)

라디오 독서실 (KBS 2라디오)
- 2008.03.30 오수연 <길> (기름장수)
- 2008.04.13 권지예 <바람의 말> (산악회원2)
- 2008.05.04 이문구 <관촌수필> (아저씨2)
- 2008.06.01 박지원 <양반전> (하인)
- 2008.06.22 양귀자 <한계령> (웨이터2)
- 2008.06.29 이범선 <오발탄> (청년1)
- 2008.07.20 이효석 <메밀꽃 필 무렵> (엿장수)
- 2008.08.03 김승옥 <무진기행> (남1)
- 2008.08.10 권정생 <무명저고리와 엄마> (우체부)
- 2008.10.12 하성란 <그 여름의 수사> (집배원)
- 2008.11.02 김애란 <칼자국> (남자3)
- 2008.11.16 황석영 <삼포 가는 길> (노인)
- 2008.12.07 이윤설 <팔도모창 가수왕> (한기자)
- 2009.01.04 이청준 <눈길> ('나'의 어린시절)
- 2009.01.11 김금희 <너의 도큐먼트> (노숙자1)
- 2009.01.18 채현선 <아칸소스테가> (수의사)
- 2009.02.01 진보경 <호모 리터니즈> (김대리)
- 2009.02.15 임철우 <사평역> (아들)
- 2009.02.22 은희경 <아름다움이 나를 멸시한다> (아들)
- 2009.03.08 박상우 <인형의 마을> (민기)
- 2009.03.15 조해진 <그리고, 일주일> (직원)
- 2009.04.05 현기영 <순이 삼촌> (사람1)
- 2009.05.03 함세덕 <동승> (인수)
- 2009.06.14 강석경 <숲속의 방> (남학생1)
- 2009.06.21 차범석 <산불> (규복)
- 2009.07.05 김정한 <사하촌> (철한)
- 2009.07.12 김   숨 <투견> (영식)
- 2009.08.23 김주영 <똥친 막대기> (싸리나무2)
- 2009.09.13 윤후명 <별을 사랑하는 마음으로> (선생)
- 2009.09.20 정한아 <마테의 맛> (장교수)
- 2009.09.27 박성원 <도시는 무엇으로 이루어지는가2> (남자)
- 2009.10.11 주요섭 <아네모네의 마담> (친구)
- 2009.11.15 김지숙 <스미스> (스미스1)
- 2009.11.29 전성태 <이미테이션> (남편)
- 2009.12.13 백가흠 <그리고 소문은 단련된다> (병원장)
- 2010.01.03 허   균 <홍길동전> (도적1)
- 2010.01.24 이은선 <붉은 코끼리> (푸앙)
- 2010.02.07 정유경 <아직 한 글자도 쓰지 않았다> (휴대전화 수리 기사)
- 2010.05.09 오정희 <그 가을의 사랑> (청년)
- 2010.07.18 이종호 <플루토의 후예> (나 / 해설)
- 2010.12.05 박완서 <자전거 도둑> (수남)
- 2011.07.31 황태환 <고양이를 찾습니다> (나)
- 2011.10.09 천운영 <눈보라콘> (하봉)
- 2012.08.12 최영진 <기면증> (상우)
- 2013.06.23 윤흥길 <황혼의 집> (해설)

KBS 무대 (KBS 한민족 방송)
- 2008.04.19 떠나가는 배 (택배기사)
- 2008.06.14 봄이 가기 전에 (남학생2)
- 2008.08.02 무지개가 뜨는 집 (손님)
- 2008.12.13 기생 월향 - 사단칠정 살인사건 (나장)
- 2009.01.10 다이, 하드 (행인1)
- 2009.08.15 폭우 (한택호)
- 2009.11.14 그 남자의 가을 (경찰)
- 2009.11.28 김장하는 날 (의사)
- 2009.12.05 맏이 (현철)
- 2010.06.19 거인의 초상
- 2010.10.02 너에게 가을을 보낸다 (윤재)
- 2010.12.18 반쪽 찾기 (박대리)
- 2011.06.25 나는 누구입니까? (만복)
- 2011.10.01 행복 찾기 (석준)

대한민국 경제실록 (KBS 1라디오)
- 2010.04.19 ~ 2010.07.20 제01화 IMF가 있었다 (김인호 외)
- 2010.07.21 ~ 2010.09.21 제02화 세계경영, 그 꿈과 좌절의 기록들 (이건희)

다큐멘터리 역사를 찾아서 (KBS 1라디오)
- (연기)

창사기념 특집 소리 동화 3부작 <역사 속의 장애 위인> (KBS 3라디오)
- 2012.03.01 제1부 임진왜란의 숨은 영웅 장애인 장군 황대중 (황대중)

북방동포 체험수기 특집 2부작 <한민족의 얼을 지키는 사람들> (KBS 한민족 방송)
- 2010.12.30 제1부 우리는 한민족 (강서람 / 아버지)

특집기획 라디오 다큐멘터리, 라디오 드라마 (KBS)
- 2008.06.22 6.25 특집, 우리는 재일학도의용군입니다. (제일동포 청년)
- 2008.08.15 8.15 특별기획 <대한민국 60년, 한민족 방송 60년> (북한 동포)